# Оштен
Оштен (рус. Оштен; адиг. Ошъутен) планински је врх у западном делу Великог Кавказа. Заједно са планинама Фишт и Пшеха-Су чини јединствени Фишт-оштеновски планински масив. Планина Оштен се налази на југу европског дела Руске Федерације и административно припада Мајкопском рејону Републике Адигеје. 
Апсолутна висина врха је 2.804 метра. Геолошки гледано Оштен је изграђен од кречњачких стена. Највиши врхови планине су под вечним снегом. На овом подручју извиру реке Цице, Пшеха, Курџипс и Белаја. 